# 小牧市役所

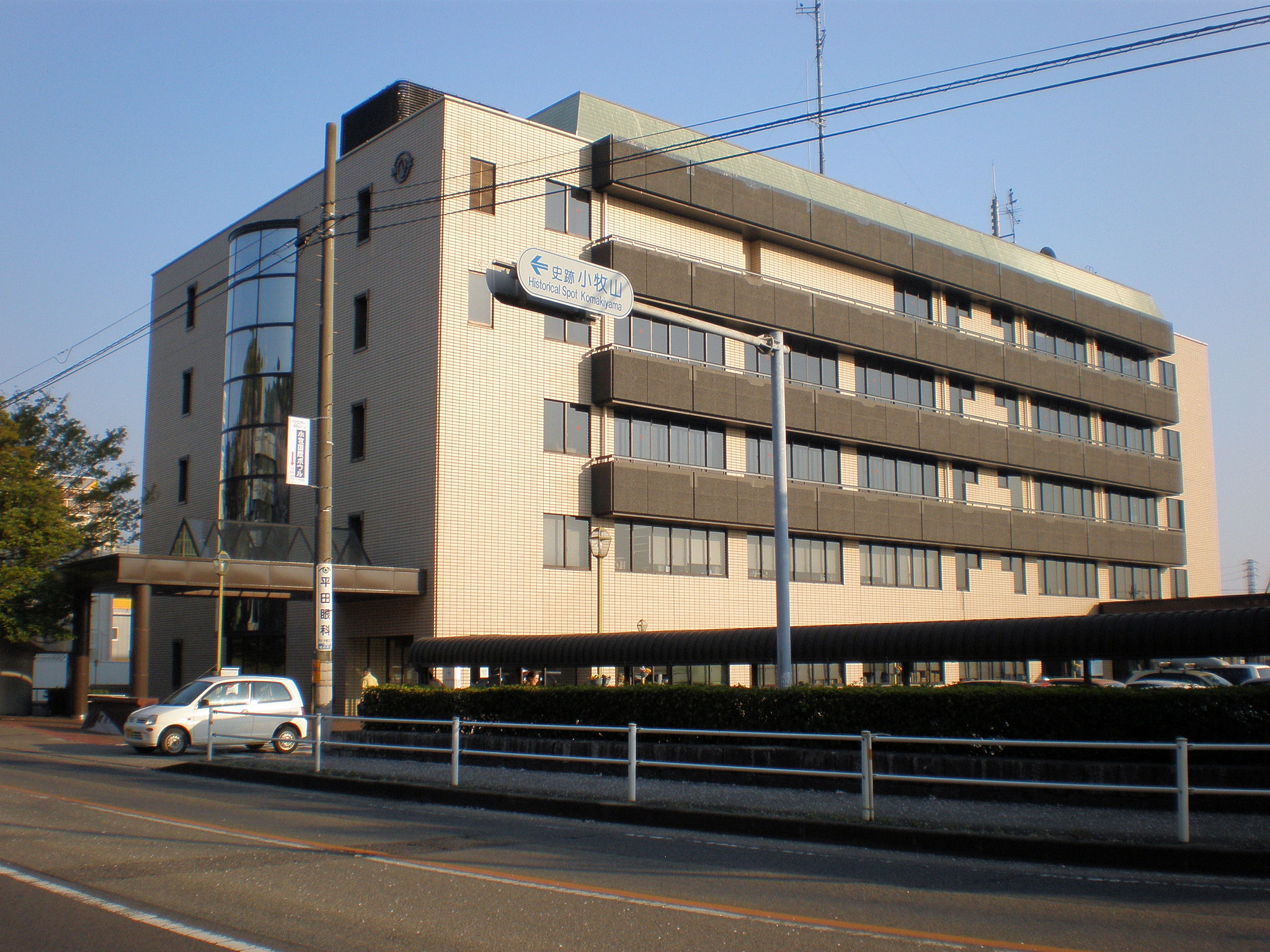
東庁舎

小牧市役所（こまきしやくしょ）は、日本の地方公共団体である小牧市の執行機関としての事務を行う役所。

## 歴史

### 沿革
- 1955年（昭和30年）1月1日 - 東春日井郡の小牧町、味岡村、篠岡村が合併し、小牧市が誕生。
- 1963年（昭和38年）9月1日 - 西春日井郡北里村のうち、薬師寺地区以外を編入。
- 2008年（平成20年）4月1日 - 組織改正

## 施設
現在市庁舎は、本庁舎と東庁舎（以前の南庁舎）の2棟ある。主に市役所の機能は本庁舎にある。東庁舎には同市の市議会や建設関連の部署が入っている。
なお旧本庁舎は建物が古く、耐震性に問題があることが分かったため新庁舎（現在の本庁舎）が建てられた。

## 組織
※以下、右にある[表示]をクリックすると一覧表示される。

## 所在地
小牧市堀の内一丁目1番地

## 交通手段

### バス
- ピーチバス・名鉄バスの「小牧市役所前」停留所下車徒歩4分。こまき巡回バス（こまくる）は、｢小牧市役所｣停留所下車。

## 開庁時間
- 月曜日から金曜日の8時30分から17時15分（土曜日・日曜日・祝日・年末年始を除く）

## 不祥事

### 障害者手当ての不正処理
地域福祉課の20代の女性職員が約4年前から担当する国の特別児童扶養手当の更新手続きに必要な診断書や障がい者手帳などの提出を怠り、手当支給が止まってしまったが、問題の発覚を防ぐため市が障がい者に支給する心身障害扶助料の予算を不正支出し、特別児童扶養手当に充てていた。2013年〜14年度の約2年間で少なくとも合計約900万円を不正支出し、31人分の手当に充てていたほか、8人分約130万円を自費で支払っていた。しかし市の扶助料の予算が不足し、2015年3月下旬に支給対象者385人に支払いができなくなったため、対象者の指摘で市が調査したところ問題が発覚。加えて国からの手当も25人分合計約730万円が支払われなかった。市の調査に対し職員は「処理が遅れていることを上司に報告できなかった」と話している。これを受けて市は副市長をトップとする再発防止委員会を同年4月に設置した。

### 他人名義カードの不正使用で職員逮捕
2017年5月小牧市内のレンタルビデオ店で不正に入手した他人名義のクレジットカードを使用して中古のスマートフォン1台を騙し取ったとして、収税課の23歳の男性職員が逮捕された。同職員は同僚の財布からクレジットカードを抜き取り、職務権限を利用して住民基本台帳を閲覧。同僚の個人情報を入手してクレジット会社に連絡して利用限度額を引き上げ、合計約21万円分の買い物をしていた。これを受けて市は同年6月同職員を懲戒免職処分とした。

### 史跡小牧山の遺構破壊
2018年2月〜3月にかけて小牧山を管理するみどり公園課が大手道周辺のソメイヨシノの老木など約250本を「倒木のおそれがある」として伐採。ヤマザクラやイロハモミジなどの苗木70本を植えていた事が同年6月に発覚。文化財保護法に基づき本来であれば史跡の現状変更には文化庁の認可が必要だが、同課は伐採に関しては小牧市教育委員会には申請していたが、植樹やそれに伴う掘削に関しては「4年前に樹木を更新していく方針を示していたので問題ないと考えた」「約30cm掘削したが、軽微なものとして対応した」として何の申請もしていなかった。また同市教委もこれは「日常の樹木管理の一環だ」と主張した。これに対し文化庁は「植樹は作業の詳細や図面などを示して許可を申請するのが一般的」と指摘。また愛知県教育委員会は「遺構への影響がないと独断で判断すべきでなかった」と非難した。さらに奈良大学の千田嘉博教授は「明らかな国史跡の毀損行為で管理者である小牧市が自ら史跡を毀損した責任はきわめて大きい」「植樹によって毀損した小牧山城の遺構は、永久に失われた。猛省して史跡を大切にする整備・活用をしてほしい」と批判した。

### 職員のパワハラ自殺
2018年7月情報システム課に勤めていた30歳の男性職員が、自宅のアパートで首をつって自殺しているのが見つかった。部屋にあったかばんからは本人の直筆のメモが見つかり、職場の上司の威圧的な態度や夜眠れないなど、体調や精神面の異変などが記されていた。そのため職員の遺族が同年10月これまでの業務と関わりがない部署への異動といった職務内容の急激な変化や上司によるパワハラが自殺につながったとして公務災害として認定するよう地方公務員災害補償基金に申請。これを受けて市はようやくメディアに職員自殺を公表した。その後同年11月の臨時議会の議決を経て、同年12月にこの問題を調査するための第三者委員会を設置した。第三者委員会は当初の予定を延長し、2019年6月に調査結果を公表。自殺した職員の上司である46歳の女性係長によるパワハラを認定した。報告書ではこの女性係長による自殺した職員への暴力や暴言の事実は認められなかったが、同職員に対し継続的に威圧的な態度や言動を行ったり、他の職員とは談笑しても自殺した職員とはほとんど会話をしない、仕事についての質問に対し解決法を教えない、指導後にフォローしないなどの行為により同職員が精神疾患にかかり自殺に至った可能性が高いと結論づけた。また同報告書ではこの女性係長が4年前に小牧市教育委員会教育総務課に勤務していた際もパワハラがあったとされた。同課では精神疾患等による休職者が続出していた。さらにその前に所属していた行政経営課でも当時の部下に対し看過できない重大な事象が生じており、この女性職員の部下への接し方をはじめとした問題点に関して調査・検証する機会はあったと指摘。休職制度やハラスメントに関する研修も不十分だったと一連の女性職員に対する市の対応を批判した。これを受けて山下史守朗小牧市長は「自殺を防げなかったことは大変残念。再発防止に取り組んでいきたい」と述べた。また女性係長については「報告書の内容を精査し、処分を含めて対応を検討したい」とした。小牧市は翌7月に処分を発表。女性係長に対しては停職6か月の懲戒処分とした。またパワハラを防げなかったとして情報システム課の男性課長を3か月の減給10分の1の懲戒処分、女性係長の前所属の小牧市教育委員会教育総務課の当時の課長と課長補佐も監督責任で戒告処分とした。 その後女性係長は「一身上の都合」を理由に同年7月19日に退職。2020年8月遺族と市職員組合は「市から一度として公式な調査結果説明がされていない」として、市に対しさらなる原因究明や再発防止に関する協議を求めたが、これに対し市側は「調査は既に終了した」「これ以上原因究明しない」と遺族を含めた協議の開催を拒否。そのため遺族らは同年10月22日あらたに「パワハラをした上司が過去に別の部下にパワハラをしていた疑いがあったのに再び部下を持つ地位に任命した経緯の究明も不十分」と指摘。実効性のある再発防止策に職員目線も踏まえ遺族も一緒に協議することが重要と再度市側に協議の場を設けるよう申し入れ書を提出した。しかし市側が回答したのは10ヶ月後の2021年6月だった。そのため遺族は「回答までにあまりにも長い時間が経過し、さらに裁判となれば今後かなりの時間を要すことから、話し合いによる解決を模索し、この度『苦渋の終結』とすることにしました。」として市との間で6900万円で和解に応じる姿勢を示した。これを受けて2021年12月の市議会で和解案が全会一致で可決された。

### 落札率100%契約の組織的隠蔽
2018年7月アール・アイ・エー社が設計業務を受託し整備が進められている「（仮称）小牧市こども未来館」と子育て包括支援センターの設計業務で、市の予定価格がアール・アイ・エー社の見積価格と同額の落札率100%だった事を、市民団体が情報公開請求で同契約に関する書類を得て指摘するまで問題とせず、公表していなかった事が発覚。官製談合が強く疑われている。これらはいずれも随意契約で同年4月に契約が結ばれており、市が定める上限の予定価格に収まるまでアール・アイ・エーが見積もり額を繰り返し提出できる方式だった。同年9月19日小牧市議会でこの問題に関する質疑が行われた。市議会議員が「（市の予定価格と落札率が）100％同じだが、おかしいとは思わなかったのか」と質問すると、市側は市の職員とアール・アイ・エー社社員の双方に予定価格の漏洩がなかったか聞き取り調査を行った事を説明。山下史守朗小牧市長は「（予定価格漏洩は）まったくありえないことではないが、これだけで決めつけの判断はできない」と主張した。その後子育て包括支援センターの監理業務も落札率100％でアール・アイ・エーが落札していた事も発覚。同年11月22日臨時議会が開かれ、この問題を調査する第三者委員会設置設置が決まった。

### 職員による予定価格漏洩
市がアール・アイ・エー社とともに整備を進める「（仮称）小牧市こども未来館」と子育て包括支援センターに関する業務3件で、市の予定価格がアール・アイ・エー社の見積価格と同額の落札率100%だった問題に関する第三者委員会の報告が、当初2019年3月に提出される予定が延長され同年5月29日に発表された。報告では3件の内1件でこども政策課の38歳の男性職員が「価格を推測させるような情報を業者に与えた」「漏洩はあった」とされた。これを受けて市はこの職員を地方公務員法の守秘義務違反で停職1か月、また同課上司の2人を減給1か月の懲戒処分とした。

### 見積書の後日作成と改竄
こども未来部の職員が見積書がない事を隠す為に業者に指示して見積書を後から作らせ、日付けを改竄していた事が2018年12月の市議会で明らかとなった。見積書は市が整備を進める「（仮称）小牧市こども未来館」の設計委託に関するもので、市は2018年4月に株式会社アール・アイ・エーと基本設計と実務設計に関する業務委託契約を交わしたが、6月に市民からその契約に関する書類の情報公開請求がなされた。その際本来契約時に提出が義務付けられてる見積書が提出されていなかった為、こども未来部職員がその事を隠す為にアール・アイ・エー社に見積書の制作を指示。書類を作らせた上で日付けを契約日の4月に改竄し、7月に請求した市民に提出していた。また基本設計と実務設計の内訳は、アール・アイ・エー社がこの見積書の作成時に合計金額を4対6の割合いにして作成したものだった。これに対し山下市長は「不適切な事務処理があった」と陳謝。一方改竄指示に関しては改竄自体を知らなかったとして、自身の指示を否定した。また伊木・江口両副市長も同じく知らなかったと改竄の指示を否定した。

### 脅迫容疑で職員が逮捕
2020年10月福祉部市民窓口課に勤務する女性職員が脅迫容疑で逮捕された。同職員は同年8月から市ホームページの投稿フォームに他部署に務める女性職員を名指して「絶対に許さない」「マジで死ね。消えろ。地獄へ落ちろ」などと5回投稿。これに対し名指しされた職員が同年9月に警察に相談。家宅捜索したところ携帯電話からホームページにアクセスした履歴が確認され逮捕された。逮捕された職員は警察の取り調べに対し容疑を認めた。

### 下着泥棒で職員が逮捕
福祉部福祉総務課に勤務する男性職員が2人の女性の部屋に侵入した疑いで逮捕された。さらに2020年7月同じ集合住宅に住んでいた女性の部屋に侵入し下着を盗んだとして2023年6月に住居侵入と窃盗の疑いで再逮捕された。警察の調べに対し同職員は容疑を認めている。余罪についても調査中。